# Coprosma bougainvilleensis
Coprosma bougainvilleensis là một loài thực vật có hoa trong họ Thiến thảo. Loài này được Gideon mô tả khoa học đầu tiên năm 2002.